# Henri Grégoire
Henri Grégoire, também conhecido como Abade Grégoire (em francês: Abbé Grégoire) (Vého, 4 de dezembro de 1750 – 20 de maio de 1831), foi um padre católico francês e líder revolucionário. Abolicionista fervoroso e defensor do sufrágio universal masculino, foi membro fundador do Bureau des longitudes, do Institut de France e do Conservatoire national des arts et métiers.

## Carreira
Era bispo de Blois no início da Revolução Francesa, membro do Senado e, além disso, fazia parte do Institut de France — do qual fora excluído durante a Restauração Monárquica, devido às suas ideias. Grégoire, diferentemente de outros líderes eclesiásticos, não comandava ordens religiosas nem chefiava mosteiros, sendo mais recluso a títulos da intelectualidade.
Foi um dos primeiros a exigir a abolição da escravatura à Assembleia, no que diz respeito não só aos direitos dos negros, como também de judeus, mulatos e dos habitantes das colônias. Nesse sentido, é importante notar o teor de suas obras, como por exemplo De la Littérature Des Nègres, em que procura debater que a “incapacidade” dos negros se daria pelas condições a eles impostas, e não necessariamente por um “ativismo racial”. Isto é, uma obra que, em plena ebulição de revoluções iluministas, discursa sobre condições externas ao indivíduo que o afetam.
As atividades intelectuais do Abade não param por aí. Ele também é conhecido por ter participado do debate sobre o projeto do plano nacional de educação de Le Peletier, em julho de 1794. Nesse debate, sua posição foi contrária ao projeto de educação, tendo como argumento central que o sistema educacional não deve visar à simples reprodução de um passado, sem considerar o presente e suas diferenças particulares.

## Influência e Relação com o Haiti
No sentido de estabelecer a relação do Abade Grégoire com o Haiti, se faz necessário falar mais um pouco da sua obra, Littérature Des Nègres, na qual Grégoire enxerga o modelo haitiano — a partir de sua Revolução — como um “exemplo” para a libertação de escravos no restante das Américas. E a libertação dos escravos, tanto haitianos como os que estavam em solos americanos, segundo Grégoire, abria espaço para o “fator que parecia irreversível para o caminho do progresso da humanidade em geral e do continente americano em particular, acenando ao mesmo tempo com o fim da dominação colonial e da escravidão". À vista disso, no tempo em que Toussaint Louverture chefiava São Domingos, o Abade manteve contato com ele, no sentido de colaborar com algumas demandas da Ilha caribenha. Desde alguma ajuda quanto à reorganização da Igreja — que fora dizimada no processo de insurreição escrava — até o envio de livros e escritos do próprio Abade aos ex-escravizados. Em outras palavras, o Abade Grégoire não se mostrava só como um intelectual em apoio à Revolução Haitiana, como também participou concretamente do início da República de negros.
E essa atuação de apoio do Abade não era uma via de mão única; além da sua relação com Toussaint Louverture, outros dirigentes haitianos também reconheceram a atuação de Grégoire, como Henri Cristophe — este que distribuiu pelo país mais de 200 exemplares de Littérature Des Nègres e divulgou trechos impressos dessa obra pelos quatro cantos da Ilha — e Jean-Pierre Boyer — este, que por sua vez, convidou o Abade para ser bispo e veio a ter um quadro do mesmo em sua sala, comparando-o a Frei Bartolomeu de Las Casas.

## Influência e relação com o Brasil
No sermão que frei Francisco do Monte Alverne pregou aos membros da irmandade de Santo Elesbão e Santa Ifigênia é possível observar ideias muito próximas às de Grégoire. O franciscano estimula os cativos a quebrar suas algemas e defender sua causa, ainda que seja no campo da justiça divina. Alinhando seu discurso ao Iluminismo ele valoriza o progresso e a civilização, contrapondo a barbárie e escravidão, nota-se aqui uma alusão a uma corrente inovadora da Igreja, especialmente do ponto de vista social e político. Por causa do enraizamento cultural da escravidão e do ambiente político do Rio de Janeiro, as referências diretas a autores e posições republicanas ou abolicionistas eram suprimidas.
Entretanto, essa relação também foi estabelecida por meio de críticas. Na obra Analyse sur la justice du commerce du rachat des esclave de la côte d’Afrique, publicada em Londres em 1798. O bispo José Joaquim da Cunha Azeredo Coutinho recebe críticas por sua defesa do tráfico e da escravidão. Grégoire também estabeleceu amizades, seu vínculo com Pedro Machado Miranda Malheiro, integrante do clero luso-brasileiro é notável, pois trocaram cartas por duas décadas. Ainda assim, os dois tinham diferenças políticas, mas eram deixadas de lado por conta da defesa do progresso e da civilização cristã, associada à fé cristã.

## Preservação do patrimônio histórico e cultural
A proteção dos bens culturais pelo Estado, tal como se realiza nos dias atuais, surgiu graças às convicções de Grégoire, dentre outros autores. O abade posicionou-se contra o Decreto de 12 de maio de 1792, decretado durante o “Período do Terror”, na França. O decreto ordenava a eliminação de todas as marcas do feudalismo e do despotismo. Posteriormente, em 14 de agosto do mesmo ano, foi proclamada uma lei que dizia que os princípios da liberdade e igualdade não toleravam a existência de monumentos erguidos para a ostentação e tirania — em referência ao Antigo Regime —, pois isso ofendia os olhos do povo. Na Assembleia Nacional Francesa, o abade realizou inúmeros discursos contra a destruição do passado francês, utilizando-se dos ideais de liberdade da Revolução Francesa. Além disso, foi Grégoire que usou pela primeira vez a palavra “vandalismo” como um ato de destruição dos bens culturais.
Além disso, em 1794, para reforçar sua preocupação com o patrimônio histórico, o Abade fez uma declaração que nos permite observar a sua intenção quanto a quem serve a preservação das lembranças: “Inscrevamos — diz ele — em todos os monumentos e gravemos nos corações esta sentença: os bárbaros e os escravos detestam as ciências e destroem os monumentos de artes; os homens livres os amam e os conservam”.